# Bill Bratton

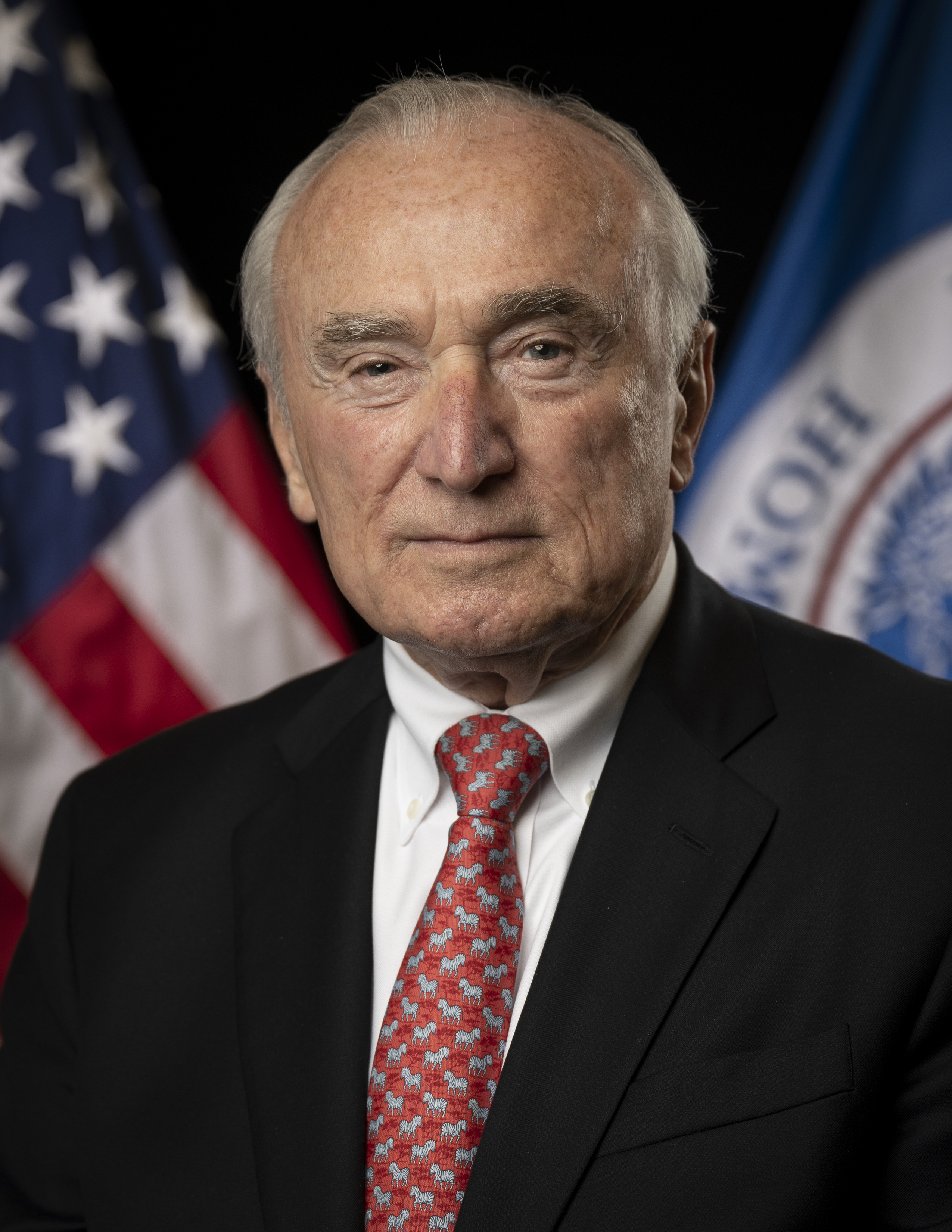
Bill Bratton, 2022

William Joseph „Bill“ Bratton (* 6. Oktober 1947 in Dorchester, Boston) ist ein US-amerikanischer Polizist. Er war 1994 bis 1996 und 2014 bis 2016 Polizeichef von New York City sowie von 2002 bis 2009 Leiter des Los Angeles Police Department. Seit 2020 ist er Vorsitzender des Beirats für innere Sicherheit im US-Präsidialamt.

## Leben und Karriere
Bratton wuchs in Boston auf. Nach dem Schulabschluss diente er von 1965 bis 1970 in der Militärpolizei der United States Army. Anschließend wurde er Polizist beim Boston Police Department, parallel absolvierte er ein Studium der öffentlichen Verwaltung am Boston State College. Als jüngster Beamter in der Geschichte der Bostoner Polizeibehörde wurde er 1980, im Alter von 32 Jahren, zum Executive Superintendent (zweithöchster Rang im Polizeidienst) ernannt. Er wechselte 1983 als Leiter zur Massachusetts Bay Transportation Authority Police, die für die Sicherheit in U-Bahnen und anderen öffentlichen Verkehrsmitteln im Großraum Boston zuständig ist.
Von 1986 bis 1990 war Bratton Superintendent der Metropolitan District Commission Police des Staats Massachusetts. Es folgten zwei Jahre als Leiter der New York City Transit Police, des damals noch eigenständigen Polizeidienstes im Nahverkehr der Stadt New York. Bereits in dieser Position wies er ein striktes Vorgehen auch bei leichten Vergehen wie Beförderungserschleichung an. Die Rate schwerer Kriminalität in den New Yorker U-Bahnen ging in der Folgezeit merklich zurück. 1992 kehrte er als
Superintendent-in-Chief (d. h. höchstrangiger Polizeibeamter) zur Bostoner Stadtpolizei zurück, bevor ihn der Bürgermeister Raymond Flynn (Demokrat) im Jahr darauf zum Commissioner (Behördenleiter) des Boston Police Department ernannte.
Der im November 1993 gewählte republikanische Bürgermeister von New York, Rudy Giuliani, berief William Bratton am 10. Januar 1994 zum Chef der städtischen Polizei (New York City Police Department, NYPD), die damals rund 50.000 Beamte hatte. In den beiden vorangegangenen Jahrzehnten hatte die NYPD aus finanziellen Gründen Personal abgebaut, während die Kriminalität stark zunahm, im Jahr 1990 gab es in der Stadt 2200 Morde. Kleinere Vergehen wurden daher oft nicht verfolgt. Bratton vertrat hingegen die sogenannte Broken-Windows-Theorie, nach der schon erste Anzeichen der Unordnung und Verwahrlosung zu mehr Kriminalität und Unsicherheit führen. Bereits der demokratische Bürgermeister David Dinkins hatte Anfang der 1990er-Jahre der Polizei wieder mehr Geld zur Verfügung gestellt und die Einstellung von 6000 weiteren Polizisten ermöglicht.
Bratton führte nun das Computerisierungs- und Quantifizierungsprogramm CompStat (“computerized comparison crime statistics”) ein. Damit wurden die Daten der Notrufzentrale fortlaufend ausgewertet, um sich verändernde Kriminalitätsmuster in den einzelnen Stadtteilen frühzeitig zu erkennen und weiteren Verbrechen vorzubeugen. Bratton verfolgte keine pauschale Nulltoleranzstrategie, ließ aber methodisch ausgewählte Täter wegen kleinerer Vergehen verhaften, um so Informationen über größere kriminelle Unternehmen zu erhalten. Sein Charisma und seine Fähigkeit, in der Öffentlichkeit aus dem Stegreif zu sprechen, verliehen ihm große Medienpräsenz. Im Januar 1996 erschien er auf dem Titelblatt des Time-Magazins. Im Frühjahr 1996 trat Bratton aufgrund eines Konflikts mit Bürgermeister Giuliani als Polizeichef zurück.
Der Bürgermeister von Los Angeles James Hahn (Demokrat) ernannte Bratton im Oktober 2002 zum Leiter des Los Angeles Police Department (LAPD). Nach fünf Jahren in diesem Amt wurde er 2007 für eine zweite Amtszeit bestätigt. Auch in der größten Stadt Kaliforniens gelang ihm eine Reduzierung der Kriminalitätsrate. Als Polizeichef von Los Angeles trat er 2009 zurück. Von Anfang 2014 bis September 2016 war Bratton unter dem New Yorker Bürgermeister Bill de Blasio (Demokrat) zum zweiten Mal Chef des New York City Police Department.
US-Präsident Barack Obama (Demokrat) berief Bratton 2011 als stellvertretenden Vorsitzenden des Homeland Security Advisory Council (Beirat für innere Sicherheit) ins Weiße Haus. Auch Obamas Nachfolger Donald Trump (Republikaner) behielt ihn in dem Beirat, ernannte ihn sogar im August 2020 als Nachfolger William H. Websters zum Vorsitzenden. Diese Position behielt er auch unter Präsident Joe Biden (Demokrat).
Für seine Leistungen zur Zusammenarbeit zwischen der amerikanischen und der britischen Polizei zeichnete die britische Königin Bratton 2009 als Commander des Orders of the British Empire aus.

## Werke
- mit Peter Knobler: The Profession: A Memoir of Community, Race, and the Arc of Policing in America. Penguin, New York 2021, ISBN 978-0-525-55820-0.